# Ministigmata
Ministigmata là một chi nhện trong họ Microstigmatidae.